# Río Hondo (Zacapa)
Río Hondo – miasto na południowym wschodzie Gwatemali, w departamencie Zacapa, nad rzeką Motagua. Według danych szacunkowych z 2012 roku liczba mieszkańców wynosiła 10 529 osób. Miasto leży około 15 km na północ od stolicy departamentu miasta Zacapa i około 40 km na zachód od granicy państwowej Hondurasem. Río Hondo leży na wysokości 379 m n.p.m., w górach Sierra de las Minas.

## Gmina Río Hondo
Miejscowość jest także siedzibą władz gminy o tej samej nazwie, która jest jedną z dziesięciu gmin w departamencie. W 2012 roku gmina liczyła 17 999 mieszkańców, a w jej skład oprócz miejscowości Río Hondo wchodziło 39 wsi i osad. Gmina jak na warunki Gwatemali jest dość duża, a jej powierzchnia obejmuje 422 km².
Mieszkańcy, według danych z 2006 roku, utrzymują się głównie rolnictwa (46%), usług (23%), rzemiosła artystycznego (22%) i hodowli zwierząt. W rolnictwie oprócz uprawianych w całej Gwatemali kukurydzy, fasoli i pomidorów, masowo produkowane są również owoce mango, limonki, arbuzów, bananów. Uprawiane są ponadto trzcina cukrowa i tytoniu.
Klimat gminy jest równikowy. Według klasyfikacji Köppena należy do klimatów tropikalnych monsunowych (Am), z wyraźną porą deszczową występującą od maja do września. Średnia liczba dni opadów wynosi 92 dni. Temperatura powietrza zawiera się w przedziale pomiędzy 10,5 a 34,0 °C. Duża część terenu gminy pokryta jest dżunglą.